# Рохат (чайхана)
Чайхана́ «Роха́т» (тадж. Чойхонаи «Роҳат») — некогда известная чайхана в Душанбе, являвшаяся одной из достопримечательностью центральной части столицы Таджикистана. Помимо собственно чая в чайхане предлагались традиционные блюда таджикской кухни — плов, лагман, манты. В марте 2025 года здание чайханы было снесено.

## История
Чайхана Рохат, что в переводе с таджикского обозначает «наслаждение», «отдых» или «спокойствие», была основана в 1958 году и занимает крупное отдельно стоящее здание на проспекте Рудаки, построенное в то же время специально под её нужды. В строительстве здания участвовали архитектор Константин Терлецкий, инженер Даниил Гендлин и таджикский народный мастер Мирзорахмат Алимов.
В 2017 году сайт американского телеканала CNN выпустил гид по 11 лучшим чайным домам мира, в котором «Рохат» занял первое место.
В 2018 году обсуждалась возможность сноса здания чайханы — городские СМИ писали, что власти Душанбе планировали использовать эту территорию под постройку современных зданий, однако первый заместитель мэра города Махмадсаид Зувайдзода опроверг эти предположения.
В марте 2025 года здание чайханы было снесено по решению властей.